# Memetic
Memetic — ограниченная серия комиксов, которую в 2014 году издавала компания Boom! Studios.

## Синопсис
Серия повествует о том, как в течение 72 часов из-за мема произошёл апокалипсис, уничтоживший всё человечество.

### Выпуски
| № | Дата выхода     | Оценка на Comic Book Roundup    | Предполагаемый объём продаж (первый месяц) |
| - | --------------- | ------------------------------- | ------------------------------------------ |
| 1 | 22 октября 2014 | 8,4 из 10 на основе 30 рецензий | 7 010, позиция в Северной Америке — 274    |
| 2 | 26 ноября 2014  | 7,8 из 10 на основе 10 рецензий | н/д                                        |
| 3 | 24 декабря 2014 | 8,4 из 10 на основе 10 рецензий | н/д                                        |

### Сборники
| Название | Тип            | Дата выхода    | Собранный материал | Кол-во страниц | ISBN                      | Предполагаемый объём продаж (первый месяц) |
| -------- | -------------- | -------------- | ------------------ | -------------- | ------------------------- | ------------------------------------------ |
| Memetic  | Мягкая обложка | 24 ноября 2015 | Memetic #1-3       | 128            | 9781608867431, 1608867439 | 737, позиция в Северной Америке — 164      |

## Отзывы
На сайте Comic Book Roundup серия имеет оценку 8,2 из 10 на основе 50 рецензий. Джим Джонсон из Comic Book Resources, обозревая дебют, сравнил комикс с телесериалом «За гранью возможного». Кэт Вендетти из Newsarama дала первому выпуску 9 баллов из 10; ей понравились персонажи комикса. Её коллега Дэвид Пепос поставил дебюту такую же оценку и похвалил его структуру. Чейз Магнетт из ComicBook.com дал финальному выпуску оценку «B+» и написал, что серии удалось успешно создать «шокирующую апокалиптическую историю ужасов», а также отметил, что «ключевым элементом комикса» были дизайны персонажей. Бенджамин Тилтон из SLUG Magazine порекомендовал комикс к прочтению.

### Награды
| Год  | Награда            | Категория              | Результат | Пр.    |
| ---- | ------------------ | ---------------------- | --------- | ------ |
| 2015 | GLAAD Media Awards | Outstanding Comic Book | Номинация | [ 13 ] |

## Фильм
В январе 2020 года сообщалось, что компания Point Grey Pictures снимет фильм на основе комикса совместно с Boom! Studios и Lionsgate Films. Сценарий напишет Мэттсон Томлин.